# Ралсвик
Ралсвик (њем. Ralswiek) општина је у њемачкој савезној држави Мекленбург-Западна Померанија. Једно је од 42 општинска средишта округа Риген. Према процјени из 2010. у општини је живјело 269 становника. Посједује регионалну шифру (AGS) 13061030.

## Географски и демографски подаци
Ралсвик се налази у савезној држави Мекленбург-Западна Померанија у округу Риген. Општина се налази на надморској висини од 5 метара. Површина општине износи 16,5 km². У самом мјесту је, према процјени из 2010. године, живјело 269 становника. Просјечна густина становништва износи 16 становника/km².

## Међународна сарадња
| Мјесто | Држава  | Врста сарадње | Од    |
| ------ | ------- | ------------- | ----- |
| Хошчно | Пољска  | пријатељство  | 2008. |
|        | Пољска  | пријатељство  | 2008. |
|        | Пољска  | партнерство   | 2003. |
|        | Шведска | партнерство   | 1991. |
| Извор  |         |               |       |